# デイトナビーチ
デイトナビーチ（Daytona Beach）は、アメリカ合衆国フロリダ州のボルーシャ郡にある都市。人口は7万2647人（2020年）。リゾートとして有名であり、特に春休み中は多くの大学生が集まる。

## 歴史
デイトナビーチの前身の1つであるデイトナ町は、1876年にマティアス・デイにより設立された。1926年にデイトナ、デイトナビーチ、シーブリーズの3つの町が合併し「デイトナビーチ市」になった。
デイトナビーチの広大な砂浜は、自動車の高速運転に最適であり、自動車愛好家が集まるようになった。次第に自動車の速度記録を競うようになり、マルコム・キャンベルやヘンリー・シーグレーブらがデイトナビーチで世界記録を叩き出した。デイトナビーチは全米の自動車愛好家たちの「メッカ」になった。1936年3月8日にデイトナビーチでレース用に改造された車、ストックカーによるレースが初めて開催された  。

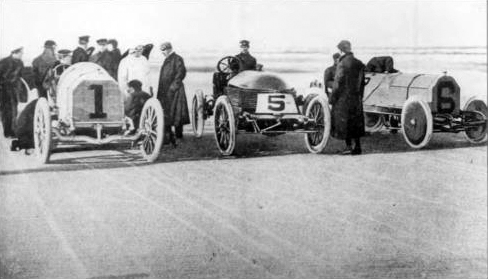
1905年のビーチ
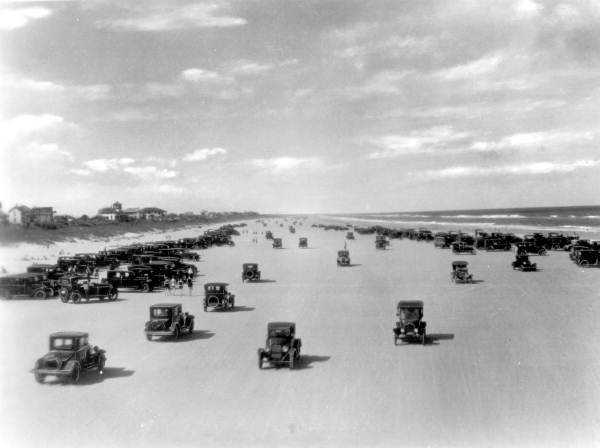
1925年のビーチ
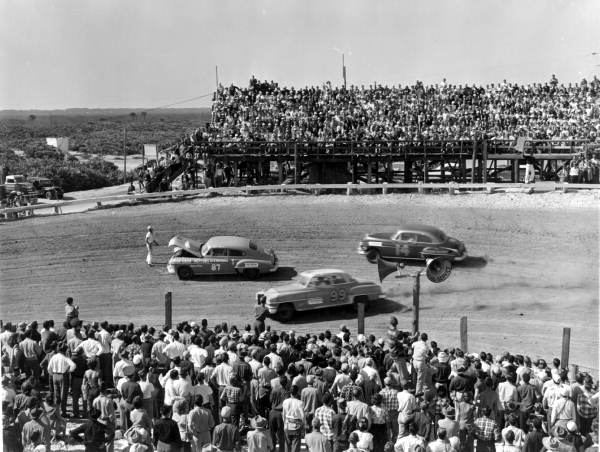
1952年のレース

レースコースはデイトナビーチ南端の未開発地域にあったが、1950年代に入ると住宅やホテルなどが建つようになりレースの開催が困難になってきた。市当局と主催者側は新しいレース場の建設を協議した。1959年、市の内陸部にデイトナ・インターナショナル・スピードウェイが建設された。

## 交通
- レース場の近くにデイトナビーチ国際空港がある。エンブリー・リドル航空大学が隣接している。
- 1968年までフロリダ東海岸鉄道が旅客列車を運行していた。

## 地理
デイトナビーチは北緯29度12分26秒 西経81度2分16秒 / 北緯29.20722度 西経81.03778度（29.207309, -81.037900）に位置している。
アメリカ合衆国統計局によると、この都市は総面積168.2km2（64.9mi2）である。このうち152.0km2（58.7mi2）が陸地で16.2km2（6.2mi2）が水地域である。総面積の9.63%が水地域である。

## 人口動静
2000年国勢調査で、この都市は人口64,112人、28,605世帯、13,844家族が暮らしている。人口密度は421.8/km2（1,092.6/mi2）である。219.4/km2（568.3/mi2）の平均的な密度に33,345軒の住宅が建っている。この都市の人種的な構成は白人62.33、アフリカン・アメリカン32.75%、アジア1.73%、先住民0.32%、太平洋諸島系0.06%、その他の人種1.05%、及び混血1.76%である。人口の3.48%はヒスパニックまたはラテン系である。
28,605世帯のうち、18.0%が18歳未満の子供と一緒に生活しており、30.1%は夫婦で生活している。14.5%は未婚の女性が世帯主であり、51.6%は家族以外の住人と同居している。39.4%は独身の居住者が住んでおり、14.4%は65歳以上で独身である。1世帯の平均人数は2.06人であり、家庭の場合は、2.77人である。
この都市内の住民は17.6%が18歳未満の未成年、18歳以上24歳以下が16.6%、25歳以上44歳以下が25.6%、45歳以上64歳以下が20.5%、及び65歳以上が19.7%にわたっている。中央値年齢は37歳である。女性100人ごとに対して男性は99.7人である。18歳以上の女性100人ごとに対して男性は98.5人である。
この都市の世帯ごとの平均的な収入は25,439米ドルであり、家族ごとの平均的な収入は33,514米ドルである。男性は25,705米ドルに対して女性は20,261米ドルの平均的な収入がある。この都市の一人当たりの収入（per capita income）は17,530米ドルである。人口の23.6%及び家族の16.9%は貧困線以下である。全人口のうち18歳未満の34.9%及び65歳以上の12.1%は貧困線以下の生活を送っている。

## 姉妹都市
- バイヨンヌ、フランス